# Lamson Farm

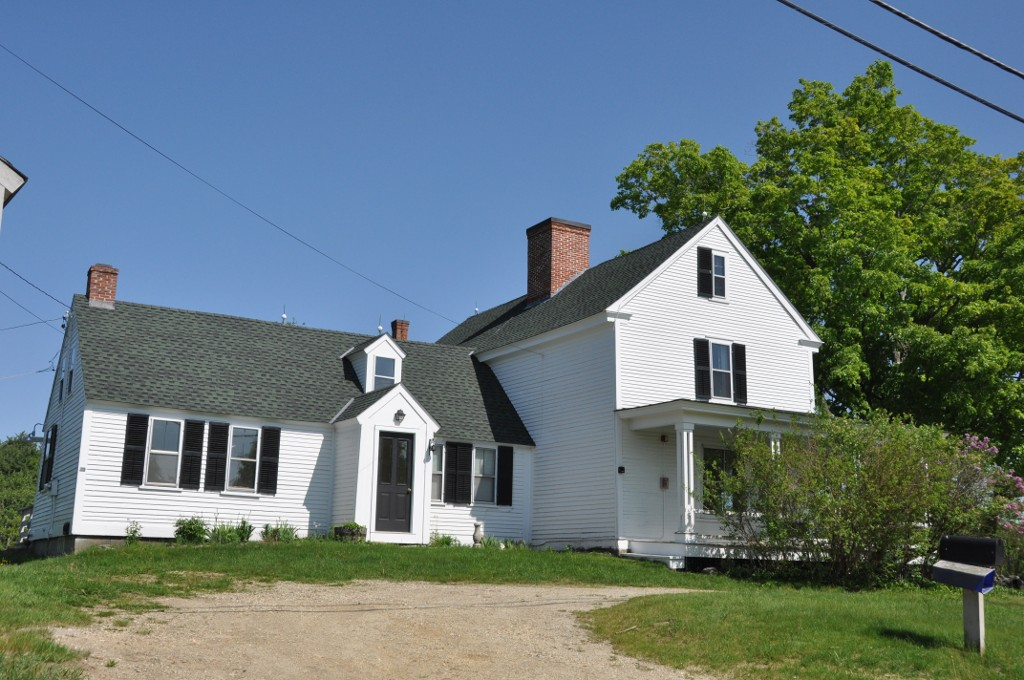
Das Farmhaus

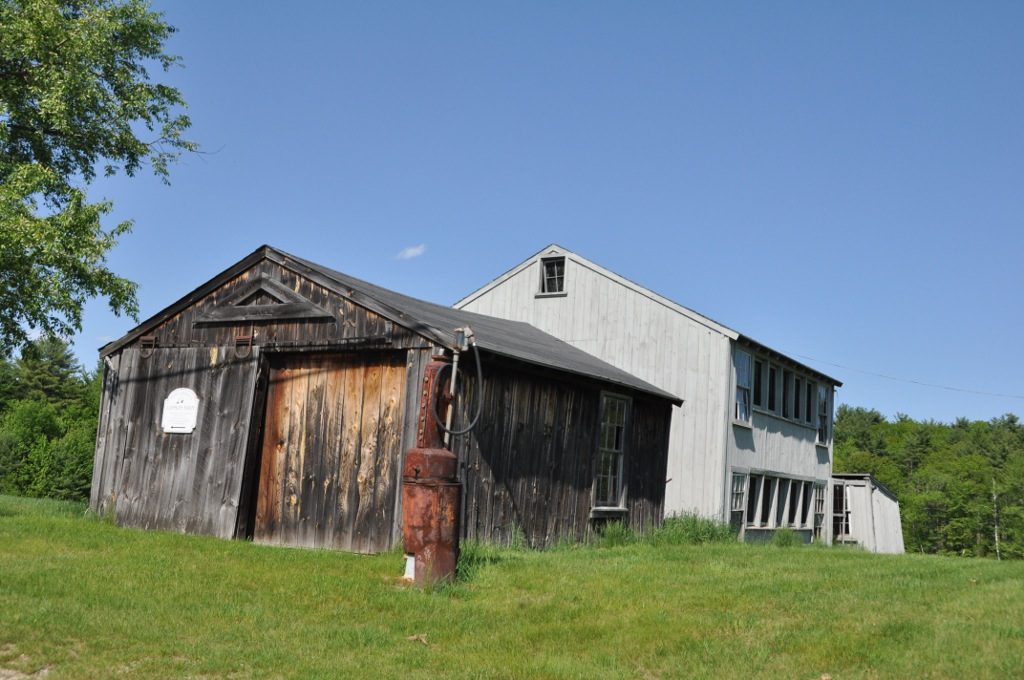
Nebengebäude

Die Lamson Farm ist ein ehemaliges landwirtschaftliches Anwesen nahe der Stadt Mont Vernon im US-Bundesstaat New Hampshire. 

## Geschichte
Die etwa 125 Hektar große Farm wurde um 1770 angelegt. Über sieben Generationen wurde sie von der Familie Lamson bewirtschaftet. Zum Anwesen gehören auch die Überreste eines Schulhauses und einer anderen Farm, die die Lamsons erworben hatten.   
Die Farm befindet sich heute im Besitz der Stadt Mont Vernon, die hier eine Schutzzone eingerichtet hat. Jedes Jahr im September wird dort der Lamson Farm Day begangen.
1981 wurde die Farm in das National Register of Historic Places eingetragen.